# CD154
CD154, CD40 리간드, 또는 CD40L은 활성화된 T세포에 일차적으로 발현되는 단백질이고, TNF 분자 중 하나이다. 이것은 항원전달세포 (APC)위의 CD40에 결합하여 표적 세포의 종류에 의존하는 많은 효과들을 유도한다. 일반적으로, CD40L은 공동 자극성 분자로써 역할하고 APC위의 MHC 분자들에 의한 T 세포 수용체 자극과 함께 APC의 활성화를 유도한다. 완전한 CD40L은 CD40, α5β1 integrin, 그리고 αIIbβ3의 3개 분자와 결합할 수 있다.
CD154는 T 세포의 표면에서 발현된다. 이것은 B세포 표면의 CD40과 결합함으로써 B 세포의 기능을 조절한다. 이 유전자의 결함은 면역글로불린 종류의 전환을 일으키는 과정에서 활성을 나타내지 못하고, 하이퍼 아이지엠 신드롬(hyper IgM syndrome)을 나타낸다.

## CD154의 표현
CD40 리간드는 일차적으로 활성화된 CD4+ T 림프구에서 발현되나, soluble 형으로도 발견된다. CD40L은 원래 T 림프구 위에 있는 것으로 생각되었으나, 그것의 발현은 혈소판, 비만세포, 대식세포, 호염구, 자연 살해 세포, B 림프구, 그리고 비조혈세포(non-haematopoietic cells) (예를 들어 평활근, 상피세포, 그리고 내피세포 등)등의 넓은 종류의 다양한 세포에서 발견이 되었다.

## 세포에서 특징적인 영향

### 대식세포
대식세포에서, 활성화를 위한 일차적 신호는 Th1 타입의 CD4 T 세포로부터의 인터페론 감마(Interferon-gamma)이다. 이차적 신호는 대식세포 표면의 CD40에 결합하는, T 세포의 CD40L이다. 그 결과로 대식세포는 더 많은 양의 CD40와 TNF 수용체를 표면에 발현하여 활성화의 정도를 증가시킨다. 활성화된 대식세포는 식세포작용이 일어난 박테리아를 파괴하고 더 많은 시토카인을 분비할 수 있게 된다.

### B 세포
B세포는 항원을 보조 T 세포에 제시한다. 만약 활성화된 T 세포가 B 세포에 의해 발현된 펩타이드를 인식하면 T세포 위의 CD40L이 B세포의 CD40 수용체에 결합하여 B 세포의 활성화를 일으킨다. T 세포는 또한 IL-4를 생산하여, 직접적으로 B 세포에 영향을 준다. 이런 자극의 결과로써, B 세포는 분열이 일어난 후 항체 동형 전환(isotype switching)이 일어나고 형질세포로 분화된다. 결과적으로 병원균 표적에 대한 특정한 항체를 대량생산할 수 있는 B 세포가 된다. 이런 효과에 대한 증거로는 CD40이나 CD154에 문제가 생긴 쥐의 경우, 종류 전환(class switching)이나 배중심(germinal center)의 형성이 적게 일어난다는 점과 면역 반응이 심각하게 억제된다는 점이 있다.

### 내피세포
활성화된 혈소판등으로부터 유래한 CD40L에 의한 내피세포의 활성화는 반응성이 강한 산소 종류의 생성을 유도하고, 케모카인(chemokine)과 시토카인(cytokine)의 생성과 E-selectin, ICAM-1, VCAM-1과 같은 세포 접합 분자(cell adhesion molecule)의 생성을 촉진시킨다. 이 내피세포의 감염반응은 병변에의 백혈구의 동원을 유도하고 잠재적으로 동맥경화를 일으킬 수 있다.

## 상호작용
CD154는 RNF128과 단백질-단백질 상호작용을 하는 것으로 나타난다.

## 참고 자료
- Parham, Peter (2004). 《The Immune System》 2판. Garland Science. 169–173쪽. ISBN 0-8153-4093-1.
- Cheng G; Schoenberger SP (2002). “CD40 signaling and autoimmunity”. 《Curr. Dir. Autoimmun.》. Current Directions in Autoimmunity 5: 51–61. doi:10.1159/000060547. ISBN 3-8055-7308-1. PMID 11826760.
- Subauste CS (2002). “CD154 and type-1 cytokine response: from hyper IgM syndrome to human immunodeficiency virus infection”. 《J. Infect. Dis.》. 185 Suppl 1: S83–9. doi:10.1086/338003. PMID 11865444.
- Kornbluth RS (2003). “An expanding role for CD40L and other tumor necrosis factor superfamily ligands in HIV infection”. 《J. Hematother. Stem Cell Res.》 11 (5): 787–801. doi:10.1089/152581602760404595. PMID 12427285.
- Xu Y; Song G (2005). “The role of CD40-CD154 interaction in cell immunoregulation”. 《J. Biomed. Sci.》 11 (4): 426–38. doi:10.1159/000077892. PMID 15153777.